# تيموثي تريدويل
تيموثي تريدويل (بالإنجليزية: Timothy Treadwell)‏ هو أحد المتحمسين للدب الأمريكي ومن محبي الطبيعة وصانعي الأفلام الوثائقية.و لقد قتله دب أثناء تخيمة ويوجد تسجيل صوتى موثق بذلك .

## روابط خارجية
- تيموثي تريدويل على موقع IMDb (الإنجليزية)
- تيموثي تريدويل على موقع ألو سيني (الفرنسية)
- تيموثي تريدويل على موقع أول موفي (الإنجليزية)
- تيموثي تريدويل على موقع إن إن دي بي (الإنجليزية)
- تيموثي تريدويل على موقع قاعدة بيانات الفيلم (الإنجليزية)
- تيموثي تريدويل على موقع كينوبويسك (الروسية)